# NGC 1384
NGC 1384 este o galaxie spirală situată în constelația Taurul. A fost descoperită în 20 octombrie 1864 de către Albert Marth. Se află la o distanță de 94,19 de megaparseci de Pământ.